# هوانغ أوي-جو
هوانغ أوي-جو (بالكورية: 황의조) (28 أغسطس 1992 بكوريا الجنوبية - ) هو لاعب كرة قدم كوري جنوبي في مركز الهجوم. شارك مع منتخب كوريا الجنوبية تحت 17 سنة لكرة القدم ومنتخب كوريا الجنوبية تحت 20 سنة لكرة القدم ومنتخب كوريا الجنوبية تحت 23 سنة لكرة القدم ومنتخب كوريا الجنوبية لكرة القدم. أما مع النوادي، فقد لعب مع نادي سونغنام وجامعة يونسي.

## الحياة الشخصية
في 14 فبراير 2025، حُكم على هوانغ أوي-جو بالسجن لمدة عام مع وقف التنفيذ لمدة عامين، بتهمة التصوير غير القانوني للقاءات الجنسية مع امرأة دون موافقتها. وظهرت القضية في يونيو 2023 عندما تقدم اللاعب بشكوى ضد زوجة شقيقه الأكبر لمشاركتها صورا حميمية له مع نساء أخريات على إنستغرام وابتزازه بها.

## روابط خارجية
- هوانغ أوي-جو على موقع رابطة كرة القدم اليابانية للمحترفين (اليابانية)
- هوانغ أوي-جو على موقع دوري كوريا الجنوبية (الإنجليزية)
- هوانغ أوي-جو على موقع إي إس بي إن إف سي (الإنجليزية)
- هوانغ أوي-جو على موقع قاعدة بيانات كرة القدم.إي يو (الإنجليزية)
- هوانغ أوي-جو على موقع ليكيب (الفرنسية)
- هوانغ أوي-جو على موقع ناشيونال فوتبول تيمز (الإنجليزية)
- هوانغ أوي-جو على موقع Soccerbase.com (لاعب) (الإنجليزية)
- هوانغ أوي-جو على موقع Soccerway.com (الإنجليزية)
- هوانغ أوي-جو على موقع عالم كرة القدم.نت (الإنجليزية)
- هوانغ أوي-جو على موقع أوليمبيديا (الإنجليزية)